# Hasso Heinrich Wollheim
Hasso Heinrich Wollheim (* 1. Oktober 1893; † 1980) war ein deutscher Chirurg.

## Werdegang
Hasso Heinrich Wollheim wurde geboren als Sohn des Automatenfabrikanten Heinrich Wollheim (1855–1927) und seiner Frau Gertrud Wollheim (1867–1944). Sein jüngerer Bruder war der Maler Gert H. Wollheim. Hasso Wollheim studierte zunächst Naturwissenschaften und Zoologie. Der Erste Weltkrieg, an dem er als Offizier teilnahm, unterbrach sein Studium. Nach Kriegsende wandte er sich der Medizin zu. 1928 schloss er das Studium 1928 mit der Promotion an der Universität München ab.
Ab 1921 arbeitete er als Assistenzarzt, 1923 wurde er Oberarzt an der chirurgischen Klinik in München. Von 1929 bis 1951 war er Chefarzt und Leiter des Krankenhauses in Obernzell. Unter seiner Leitung wurde das unzulänglich ausgestattete Krankenhaus zu einer modernen chirurgischen Klinik ausgebaut. Er selbst erwarb sich breite Anerkennung als Orthopäde und als Kropfspezialist. Daneben baute er den Kreisverband des Deutschen Roten Kreuzes auf und war Vorsitzender des Bayerischen Jugendschutzes. Während der Zeit des Nationalsozialismus war ihm als sogenanntem „Halbjuden“ die Betätigung im öffentlichen Leben untersagt.
1945 übernahm er den Vorsitz des Ärztlichen Bezirksvereins Passau. In dieser Funktion unterstützte er die Integration heimatvertriebener Ärzte. Ab Juli 1947 war er auch als ärztlicher Berater für den Bayerischen Städtetag tätig.
Von 1945 bis 1948 war er Bürgermeister der Gemeinde Obernzell. Vor seinem Wegzug an den Chiemsee im Frühjahr 1951 wurde ihm die Ehrenbürgerschaft der Gemeinde verliehen.

## Ehrungen
- 1951: Ehrenbürger von Obernzell
- 1957: Verdienstkreuz 1. Klasse der Bundesrepublik Deutschland